# 알랭 베르나르
알랭 베르나르(프랑스어: Alain Bernard, 1983년 5월 1일~)는 프랑스의 은퇴한 수영 선수로 주 종목은 자유형이다. 2000년대 프랑스를 대표한 수영 선수로 올림픽에서 금메달 2개, 은메달 1개, 동메달 1개, 세계 수영 선수권 대회에서 은메달 2개, 동메달 3개를 획득했다.
2004년에 처음으로 프랑스 국가대표 선수로 발탁되었으며, 2008년 3월에 열린 유럽 선수권 대회 100m 준결승전에서 세계 기록을 갱신하며 세계의 주목을 받았다. 결승전에서 자신의 세계 기록을 다시 갱신하여 우승을 차지한 그는 2008년 하계 올림픽 100m 자유형에서 금메달을 획득하며 프랑스 올림픽 수영 참가 선수로는 사상 두번째로 100m 자유형에 참가한 프랑스 선수로는 첫번째로 올림픽 금메달을 획득하였다. 또한 100m 자유형 계영에서 은메달, 50m 자유형에서 동메달을 획득했다. 이후 2012년 하계 올림픽 100m 자유형 계영에 참가하여 금메달을 획득한 후 현역에서 은퇴하였다.

## 어린 시절
프랑스 남부의 오바뉴에서 태어났다.

## 2008년 하계 올림픽
그는 같은 해 3월 22일 유럽 선수권 대회에서 100m 자유형을 47.50초로 우승한 후, 그 종목의 세계 기록을 보유하였다. 그는 준결승전에서 47.60초로 끝마치면서 이미 세계 기록을 깼다. 3월 23일 50m 자유형의 세계 기록은 21.50초로 낮추었으나, 오스트레일리아의 에이먼 설리번에 의해 갱신되기 전까지 4일 동안 보유했다.
베이징 올림픽을 앞두고 프랑스 선수권 대회 50m 자유형에서 2위(21.69초)과 100m 자유형에서 1위(47.82초)를 기록하며 국가대표로 발탁되었다.
400m 자유형 계주에서 베르나르를 비롯한 프랑스 대표팀 일원들은 미국 대표팀에게 0.08초로 차이로 2위에 왔다. 그는 100m 자유형에서 금메달을 획득하여 1952년 하계 올림픽에서 400m 자유형을 우승한 장 부아퇴에 이어 프랑스 선수로서 두 번째로 올림픽 수영 종목을 우승한 선수가 되었다.
50m 자유형에서 브라질의 세자르 시엘루 필류와 동료 선수 아모리 르보에 밀려 3위를 하면서 올림픽 역사상 처음으로 프랑스가 수영 결승전에서 2명의 메달리스트를 배출하게 되었다.

## 2012년 하계 올림픽
2012년 3월 프랑스 선수권에서 50m와 100m 자유형 둘다 5위를 하여 런던 올림픽 개인전 출전권 획득에 실패했다. 400m 자유형 계주의 예선전에 출전했으며, 결승전에는 출전하지 않았다. 프랑스 팀이 우승하면서 베르나르를 2회의 올림픽 챔피언으로 만들었다.

## 개인 기록
| 종목                                                       | LC         | SC      |
| ---------------------------------------------------------- | ---------- | ------- |
| 50m 자유형                                                 | 21.23      | 21.59   |
| 100m 자유형                                                | 47.20 (ER) | 45.69   |
| 200m 자유형                                                | 1:50.95    | 1:46.43 |
| (WR) – 세계 신기록 (ER) - 유럽 신기록 (NR) – 프랑스 신기록 |            |         |

## 개인사
베르나르는 2008년 이래 프랑스 헌병대의 의용병으로 복무했으며, 현재 이블린주 베르사유-사토리에 기지를 둔 부대 소속으로 근무하고 있다.

## 같이 보기
- 수영 자유형 50m 세계 기록 추이
- 수영 자유형 100m 세계 기록 추이